# Sinagoga de Bet-El
La Sinagoga Bet-El es una sinagoga de la ciudad española de Ceuta. Se encuentra en la calle Beatriz de Silva, en la Península de La Almina.

## Historia
Fue inaugurada el 25 de marzo de 1971, tras la unión tres pequeñas sinagogas anteriores.

## Descripción
De arquitectura moderna, cuenta con sótano, planta baja y alta, alojando además de la sinagoga un centro comunical. Sus fachadas son austeras, con un paramento de roca artificial hasta la planta principal, desde continúa una superficie blanco, con cuerpos salientes y mosaicos. En el interior destacan sus vidrieras.